# Need for Speed: Undercover

Need for Speed: Undercover este un joc video de curse dezvoltat de către EA Canada și publicat de Electronic Arts în 2008.

## Gameplay
Jocul are un oraș open world (109 mile) în care jucătorul face curse și se joacă cu poliția. Jocul seamană foarte mult cu Need for Speed: Most Wanted.
1. ↑  redump.org
2. ↑  Steam
3. ↑  Steam, accesat în 13 decembrie 2023